# Фергюсон, Луис
Лу́ис Фе́ргюсон (англ. Lewis Ferguson, английское произношение: [ˈluːɪs ˈfɜːɡəsən]; родился 24 августа 1999) — шотландский футболист, полузащитник итальянского клуба «Болонья» и сборной Шотландии.

## Клубная карьера
До 2013 года тренировался в футбольной академии «Рейнджерс», после чего стал игроком академии клуба «Гамильтон Академикал». 20 января 2018 года дебютировал в основном составе «Гамильтона» в матче Кубка Шотландии против «Мотеруэлла».
В мае 2018 года подписал предварительный контракт с «Абердином», став одним из семерых игроков основного состава «Гамильтон Академикал», покинувших клуб по окончании сезона 2017/18. 26 июля 2018 года дебютировал за «Абердин» в домашнем матче второго отборочного раунда Лиги Европы УЕФА против «Бернли» на стадионе «Питтодри». В ответной игре на «Терф Мур» забил свой первый гол за клуб «великолепным ударом ножницами». 28 октября 2018 года помог «красным» выйти в финал Кубка шотландской лиги, забив единственный гол в полуфинальной игре против «Рейнджерс» на стадионе «Хэмпден Парк». В феврале 2019 года Фергюсон продлил свой контракт с Абердином до 2024 года. Всего в сезоне 2018/19 он забил за команду 8 голов в 44 матчах, включая 6 голов в 33 матчах Шотландского Премьершипа. В мае 2019 года был номинирован на награду «Молодой игрок года по версии футболистов ШПФА», однако приз достался Райану Кенту. По итогам досрочно завершённого сезона 2019/20 Фергюсон был признан лучшим молодым игроком года по версии Шотландской ассоциации футбольных журналистов.
12 июля 2022 года перешёл в итальянский клуб «Болонья» за 3 млн фунтов.

## Карьера в сборной
Выступал за сборные Шотландии до 19, до 20 лет и до 21 года.
1 сентября 2021 года дебютировал за главную сборную Шотландии в матче против сборной Дании.

## Достижения

### Командные достижения
«Болонья»
- Обладатель Кубка Италии: 2024/25

### Личные достижения
- Молодой игрок года по версии Шотландской ассоциации футбольных журналистов: 2019/20[9]

## Личная жизнь
Отец Луиса Дерек Фергюсон и дядя Барри Фергюсон также были профессиональными футболистами и выступали за «Рейнджерс» и национальную сборную Шотландии.